# Гуджуфи, Бесар
Бесар Гуджуфи (род. 29 мая, 2004, Скопье, Северная Македония) — северомакедонский футболист, нападающий клуба «Бешикташ» и сборной Северной Македонии до 18 лет.

## Карьера

### «Вардар»
Играл в молодёжке футбольного клуба «Вардар». Привлекался к матчам основной команды. Дебютировал в Первой лиге Северной Македонии 28 ноября 2020 года в матче с «Академией Пандева».

### «Беласица»
В январе 2021 года стал игроком «Беласицы» из Струмицы. Дебютировал за клуб в матче с клубом «Ренова».

### «Бешикташ»
В июле 2021 года перешёл в турецкий «Бешикташ». Был заявлен за основную и молодёжную команды.